# Capitulaire

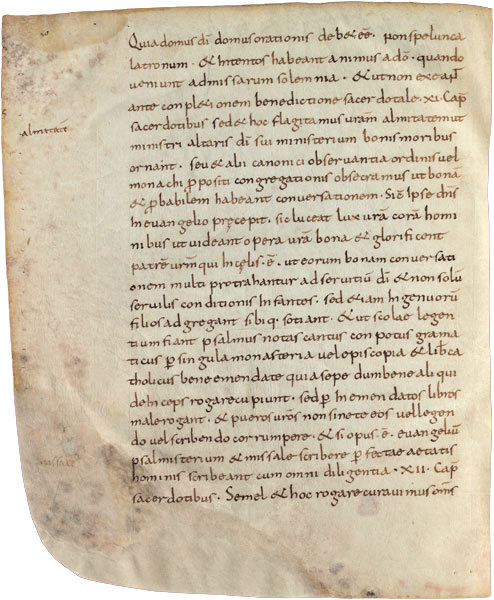
L’Admonitio generalis est un capitulaire proclamant l'évangélisation des provinces conquises par Charlemagne.

Le capitulaire est un document législatif de l'époque carolingienne. Il est divisé en petits chapitres nommés capitula, d'où le nom de capitulaire.

## Histoire
Les capitulaires sont des actes législatifs émanés des rois francs. Sous les Mérovingiens, ces actes s'appellent decretio, ediclum, prœceplio ; le nom de capitulaire (capitulare) apparaît pour la première fois dans un décret de 779. Charlemagne a décrété en tout 79 capitulaires, dont une vingtaine de capitulaires fondamentaux (cf. infra chronologie). En 827, un premier recueil de capitulaires fut publié par Ansegise, abbé de Fontenelle. Ce recueil, incomplet, eut un grand succès ; il fut accepté comme recueil officiel par Louis le Pieux, fils de Charlemagne.

## Classification
Ils peuvent être classés selon deux critères : au point de vue de leur autorité et du point de vue de leur objet :

### Au point de vue de leur autorité
1° Les  capitulaires qui modifient ou complètent les leges (lois d'origine romaine ; capitula legibus addenda ou pro lege tenenda) et font corps avec elles. Ils exigent le concours des assemblées populaires. 
2° Les capitulaires qui ne se rattachent pas aux leges (per se scribenda), ayant une valeur propre et indépendante. Ils sont faits par le roi seul, sans le concours d'aucune assemblée publique. Ils ne durent que pendant le règne de celui qui les a édictés.
3° Les capitula missiorum sont des instructions adressées par le roi aux missi dominici pour leurs tournées d'inspection.
Michel Parisse précise que la distinction entre capitulaires qui se suffisent à eux-mêmes et capitulaires qui ajoutent quelque chose aux lois existantes n'est pas toujours pertinente car les textes sont souvent composites.

### Au point de vue de leur objet
1° Les capitulaires ecclésiastiques contiennent des règles sur la religion et le clergé ; ils ne sont souvent que la reproduction fidèle des canons des conciles.
2° Les capitulaires laïcs édictent en grande partie des mesures administratives et de police ; le droit pénal et le droit privé sont peu abordés. 
Par ailleurs, il existait des capitulaires à valeur territoriale générale et d'autres à valeur territoriale restreinte. 
Ces lois reprenaient les décisions prises lors du Champ de mai, assemblée d'hommes libres aussi appelée plaid.

## Chronologie des capitulaires
Il existe plus d'une centaine de capitulaires ; ceux-ci forment une source importante sur les institutions de l'empire carolingien. Voici quelques-uns des plus importants :

### SousPépin le Bref(751-768)
- 752 : capitulaire contenant des dispositions sur les prohibitions du mariage, le divorce, l'inceste.
- 755 : capitulaire sur les évêchés, la convocation des synodes, le pouvoir des évêques, la discipline des monastères, l'administration du baptême, l'excommunication et ses effets, la séparation du pouvoir séculier, la perception des péages, les causes des veuves et des orphelins, la simonie, l'administration impartiale de la justice, le recours au prince contre les jugements contraires aux lois.
- 756 : capitulaire sur l'inceste, le privilège des ecclésiastiques en matière criminelle, la convocation aux synodes ; la dîme.

### SousCharlemagne(768-814)
- 769 : capitulaire contenant des dispositions sur la discipline ecclésiastique, sur les mœurs, la tenue des assemblées nationales...
- 779 : Capitulaire de Herstal. Capitulaire sur la hiérarchie et la discipline ecclésiastique, la prestation de la dîme, la punition des voleurs et des parjures, la confirmation des lois de Pépin, la sûreté des voyageurs, le déni de justice...
- 785 : Capitulaire De partibus Saxoniae
- 789 : capitulaires : sur la réforme des moines ; sur le serment de fidélité au roi, sur la clôture des abbayes
- 789 : Admonitio generalis
- 794 : capitulaire fait en synode sur le prix des denrées, les nouvelles monnaies, la justice ecclésiastique, la résidence des évêques, leur ordination, la destruction  des bois sacrés, l'âge exigé pour la prêtrise, la faculté de prier Dieu en toute langue.
- 797 : Capitulaire Saxonicum
- Vers 800 : De Villis
- 802 : Capitulare missorum generale et Capitularia missorum specialia
- 803 : capitulaire sur la tenue des plaids et l'adoption des lois, l'uniformité des mesures, la justice criminelle.
- 803 : capitulaires sur la loi des ripuaires ; sur la défense de vendre, la nuit, les matières d'or et d'argent, les pierreries, animaux, etc. ; sur la responsabilité des délits commis par les esclaves, le faux en écriture et le faux témoignage, sur les cas d'indignité en matière de succession, l'hospitalité due aux voyageurs ; sur le paiement des dîmes, le recélé des voleurs, le parjure et le faux témoignage.
- 811 : capitulaire de Boulogne-sur-Mer (Capitulare Bononiense) : sur l'organisation militaire

### SousLouis le Pieux(814-840)
- 817 : Ordinatio Imperii

### SousCharles II le Chauve(843-877)
- 843 : capitulaire de Coulaines
- 847 : capitulaire de Meerssen
- 877 : capitulaire de Quierzy

## Transmission
Les capitulaires carolingiens ne nous sont que peu connus par des originaux ; en revanche on doit beaucoup aux collections du IXe siècle, en particulier la collection de Gerbald (v. 809) et le recueil d'Anségise (v.826). A contrario, il existe aussi des collections de faux capitulaires de la même époque, comme celle du diacre Benoît.